# Dracocephalum parviflorum
Dracocephalum parviflorum là một loài thực vật có hoa trong họ Hoa môi. Loài này được Nutt. mô tả khoa học đầu tiên năm 1818.